# 王昕 (北朝)
王昕（？—559年），字元景，北海郡剧县（今山东省潍坊市昌乐县）人，北魏、东魏、北齐官员。

## 生平
王昕的六世祖王猛是前秦苻坚的丞相，在华山郡鄜城县安家，父亲王云在北魏有名望。
王昕从小专心学习，能诵读经书，每天以举手极上为标准。王昕与太原王延业一起去见安丰王元延明，元延明非常赞美王昕。太尉汝南王元悦征召王昕为骑兵参军。按原有制度，亲王外出时要骑兵穿戎装，持刀陪从。王昕觉得很羞耻，从来不肯进入队列。元悦喜欢放纵出游，有时骑马驰骋两三天，王昕常常丢下元悦自己回来。元悦就命令王昕在前面骑马，挥鞭驱赶，王昕却放开缰绳和马鞭，高高拱手，让马随意乱跑。元悦的随从说王昕放荡怠慢，元悦说：“府中有名望的只有这个贤士，不能责备他。”元悦多次把钱散在地上，命令部下争着捡钱，只有王昕不捡。有一次，元悦又散了银钱，并看了王昕一眼，王昕就取了一个钱。元悦与府僚饮酒，亲自起身抬坐床，周围的人都争着帮忙，只有王昕独自拿板站着。元悦变了脸色说：“我是帝孙、帝子、帝弟、帝叔，今天为了安适，亲自抬坐床，你是什么人，独自傲慢？”王昕回答说：“我王元景地位低下没有威望，不足以让殿下景慕仪形，怎么敢以亲王幕僚的身份，来干仆役的事务呢？”元悦向他道歉。座位上的人都斟满酒畅饮，王昕却先行离席，躺在休息室，多次召唤他也不去。元悦亲自去呼唤他说：“自负有才而轻视他的府主，可以说是仁吗？”王昕说：“商纣沉缅酒色，他的灭亡是因为怠慢，府主自身怠慢，下属怎能承担他的过错？”元悦大笑后离去。
后来王昕出任著作佐郎，因为各地渐有兵乱，王昕准备到僻静的地方避难，侍中李琰之、黄门侍郎王遵业爱惜他是名士，不让他外任，就上奏任命王昕为尚书右外兵部郎中，王昕升任光州长史，所以免于河阴之变。王昕后来又改任东莱郡太守，当时收成不好，人吃人的事时有发生。王昕勤于抚恤，对百姓多有所救济帮助。王昕年轻时与河间邢邵同为元罗的宾客，王昕当了东莱郡太守后，邢邵全家来投奔他。东莱郡人因邢邵是邢杲的堂弟，集合起来要抓邢邵。王昕用身体扑在邢邵身上，高声叫着：“要抓邢子才，就先杀我。”这样，邢邵才没有被众人抓去。
太昌初年，王昕回到洛阳，吏部尚书李神俊上奏说：“过去因为多种原因，常侍这一职务没有限定员额，现在以王元景等人为常侍，定员八人。”王昕加金紫光禄大夫。魏孝武帝元修有时袒胸露背，和近臣嬉戏玩闹，但每次见到王昕就整好帽子，收敛容颜。王昕本来很胖，后来遇到丧事守丧，就终身瘦弱。杨愔看重王昕的品德功业，认为他是人之师表。
天平年间，王昕出任司徒长史，当时司徒左府有阳平人吴宾为了乱认继嗣的事，申诉很久。王昕、司徒郎中郑凭、司徒掾卢斐、司徒属王敬宝等人穷究他的诉讼，从头到尾经过数年，审讯拷问不得实情。司徒娄昭交付崔昂很快升任司徒右长史崔昂推究审问，当天就追查到根源，得到实情。娄昭感叹的说：“左府都官几人，不如右府一个长史。”王昕和郑凭非常惭愧。
元象元年八月壬辰（538年9月14日），王昕兼任散骑常侍作为使者，魏收为副使出使南梁。十一月乙亥（538年12月26日），王元景和魏收到达南梁。王昕风流能文善辩，魏收诗文华丽，梁武帝和南梁群臣都十分敬重他们。之前东魏和南梁往来，李谐和卢元明最先作为使者，两人的才干气度都受到南梁看重。至此，梁武帝说：“卢、李闻名于世，王、魏又中兴，不知后来的人又将如何？”两人都受到东魏朝廷看重，出使回来后，尚书右仆射高隆之向他们索取南方的货物却没能得到，就暗示御史中丞高仲密弹劾王昕和魏收，说他们在江南和商人做生意，王昕和魏收都被囚禁在御史台，高澄营救了他们，很久之后，王昕和魏收才得到释放。后来王昕屡次升任秘书监。
王昕喜好清谈，说话从不浅俗。在东莱郡时，王昕抓获了一个杀了同行伙伴的人，审问后这人不认罪，王昕说：“你们一起同行那人无故不归，你却无事而回，怎么说清楚？”邢邵后来见到高澄，说这件事当做笑话。王昕听说后，拜谒邢邵说：“你不识造化。”王昕还对人说：“子才该死，我骂他骂得厉害。”不久，王昕因被诽谤，降为阳平郡太守，在阳平郡有政绩受到称颂。高澄对人说：“王元景很是得到我的帮助，我多次逗趣他，他当官员，竟成为二千石的良吏！”武定末年，王昕官至太子詹事。
齐文宣帝即位后，王昕出任七兵尚书。王昕因参议礼仪，被封为宜君县男。曾有鲜卑人聚在一起说话，崔昂开玩笑地问王昕说：“能听懂说什么吗？”王昕说：“楼罗、楼罗，实在难以明白。有时唱着染干，好像在说我们这些人。”
齐文宣帝认为王昕怪诞不羁，不是济世栋梁之才，骂他说：“真是好家世、恶人身。”又有人进谗言说：“王元景常感叹说元魏是水德，不应当就此断绝。”齐文宣帝更加愤怒，就下诏说：“王元景本是庸才，一向没有卓著的成绩，早年受益做官，登上清高的仕途。从京籍管辖的地区发迹，受到提拔担任詹事，佩带龙文之剑，启奏带砺之书。以他的资质和才能，怎能至此！正应清心自励，以报万一。尚书为百官之本，各项政务所归，王元景处理事务任性，作威作福，以直为曲，曲反成直。危害朝政，有损公门，成绩何在？装腔作势以赏味，好咏轻薄的诗文，自以为仿效楚歌，尽得风韵；除此所长，有何可取？对此不采取措施，以后如何整肃？王昕官爵，应该予以削夺。”于是将王昕迁徙到幽州为百姓。王昕听任时运的变化，不改变节操。不久，王昕被召回京城，奉敕令送萧庄到南梁为国君，王昕任银青光禄大夫、祠部尚书。
齐文宣帝怨恨临漳县县令嵇晔和舍人李文师，把嵇晔赐给薛丰洛，李文师赐给崔士顺当奴仆。郑子默私下引诱王昕说：“自古以来，没有朝廷士大夫做奴。”王昕说：“箕子曾做奴隶，怎么说没有？”郑子默把王昕的话告诉了齐文宣帝，并说：“王元景把陛下比作商纣。”杨愔在一旁为王昕解释，齐文宣帝对杨愔说：“王元景是你的博士，你的话都是王元景教的。”天保十年（559年），齐文宣帝召朝臣一起饮酒，王昕称有病没到。齐文宣帝派骑兵前往捉拿，见到王昕正在摇动膝盖吟咏诗文，就把他抓到宫殿前斩首，尸体投入漳水。天统末年，王昕被追赠吏部尚书，有文集二十卷。

## 其他
邢邵、王昕和封孝琬年龄资历差的极远，晚年才与封孝琬相遇，成为忘年之交。封孝琬去世后棺木送往故乡，邢邵和王昕到京城郊外去哭送，二人十分悲惨凄痛，路人都受到了感动。
王昕的外甥刘璿聪明机敏，容貌美丽，王昕很喜爱他，对座上宾客说：“可以说是珠玉在旁，觉得我自己污浊。”
东魏时期邺城评论风流人物的，以李谐、李神俊、卢元明、王昕、杨遵彦、崔赡为首。东魏与南梁通好往来，精心挑选使者，当时李神俊官位已高，所以李谐等五人接连出使，而杨遵彦因为在路上遇到疾病返回，没能成行。
齐文宣帝沉湎于酗酒，加上精神错乱，心里对人有了嫌隙，必定要杀掉，高隆之、高德政、杜弼、王昕、李倩之等人都因为无罪而被杀害等皆以非罪加害。
魏收曾经在寒食节向王昕送粥，王昕给魏收写信说：“才知道佳节，需要吃麦粥，加入糖，更觉得香冷。”

## 家庭

### 父母
- 王云，北魏征虏将军、兖州刺史
- 清河崔氏，有学问知识和教养，生有九个儿子，都是风流有涵养，世人称之为王氏九龙[31][32]

### 兄弟姐妹
- 王晖，北魏尚书仪曹郎、中书舍人
- 王旰，东魏司徒主簿
- 王昭，北齐考功郎中
- 王晞，北周仪同大将军、太子谏议
- 王皓，北齐通直散骑常侍
- 王晔，北齐沧州司马
- 王氏，嫁东魏睢州刺史刘祎[26]

### 子女
- 王顗，北齐燕郡太守
- 王畲，北齐辅国将军、陈郡太守[33]